# ベレトウェイン
ベレトウェイン (ソマリ語: Beledweyne, アラビア語: بلد وين, Belet Huen, Beled Weyn, Belet Weyne, Belet Uen) はソマリア中部の都市で、ヒラーン州の行政中心地。シェベリ川沿いにあり、エチオピアのオガデン付近にあり、ソマリアの首都モガディシュから北に332キロメートルにある。

## 概要
ベレトウェインはソマリアの首都モガディシュと、ソマリア中部の都市ガルカイヨとをつなぐ道路上にあり、また、エチオピアに繋がる道路もある要所である。
ベレトウェインの人口は郊外を含めて150万人である。ソマリアの中で、面積では3番目に大きな都市であり、人口ではモガディシュに次いで2番目に大きな都市である。シェベリ川を中心に広がっており、この川で東西に大きく2分されている。主な区は4つあり、シェベリ川南側のオクトーバー（Oktoobar、またはブーンドウェイン Buundoweyn）、シェベリ川西側のホウルワダーグ（Howlwadaag）、シェベリ川の北側のコーシン（Kooshin）、シェベリ川北東のザーオターコ（Xaawotaako）である。

## 気候
ベレトウェインは海抜1,700メートルにある。ソマリアの中では寒冷である。4月が最も暑く12月は最も寒くなるが、赤道に近いこともあり、その差は小さい。
| ベレトウェインの気候               | ベレトウェインの気候 | ベレトウェインの気候 | ベレトウェインの気候 | ベレトウェインの気候 | ベレトウェインの気候 | ベレトウェインの気候 | ベレトウェインの気候 | ベレトウェインの気候 | ベレトウェインの気候 | ベレトウェインの気候 | ベレトウェインの気候 | ベレトウェインの気候 | ベレトウェインの気候 |
| 月                                 | 1月                  | 2月                  | 3月                  | 4月                  | 5月                  | 6月                  | 7月                  | 8月                  | 9月                  | 10月                 | 11月                 | 12月                 | 年                   |
| ---------------------------------- | -------------------- | -------------------- | -------------------- | -------------------- | -------------------- | -------------------- | -------------------- | -------------------- | -------------------- | -------------------- | -------------------- | -------------------- | -------------------- |
| 平均最高気温 °C （°F）             | 20 (68)              | 21 (70)              | 21 (70)              | 22 (72)              | 22 (71)              | 19 (67)              | 17 (63)              | 18 (64)              | 19 (66)              | 19 (67)              | 19 (67)              | 19 (67)              | 19.7 (67.7)          |
| 平均最低気温 °C （°F）             | 12 (53)              | 12 (54)              | 14 (57)              | 14 (58)              | 14 (58)              | 13 (56)              | 13 (55)              | 12 (54)              | 13 (55)              | 12 (54)              | 11 (52)              | 11 (51)              | 12.6 (54.8)          |
| 出典：Weather Underground Mar 2008 |                      |                      |                      |                      |                      |                      |                      |                      |                      |                      |                      |                      |                      |

## 歴史
ベレトウェインはソマリアに古くからある都市のひとつである。20世紀の初め、サイイド・ムハンマドが列強への反乱を起こした際、オガデン地方の押さえとして、砦の一つをベレトウェインに作り、マハメド・マカリン（Maxamed Macalin Cagadhiig）率いるデュルバハンテ族 (Dhulbahante) を送り込んでいる。
1970年代、エチオピア内のソマリ族居住地域オガデン (Ogaden) などをソマリアと統合しようという大ソマリア主義を掲げる西ソマリア解放戦線 (WSLF) の活動拠点であった。ソマリアとエチオピアとは戦争になり（オガデン戦争）、ベレトウェインはオガデンを追われた何万ものソマリ族難民の避難場所となった。この時から、ベレトウェインにはダロッド氏族系のオガデン氏族と、ハゥイエ氏族系のハワドル氏族 (Hawadle) が共存するようになった。

1990年代初めにソマリア内戦が起こると、外国からの支援物資が届きにくいベレトウェインでは住民の4割が栄養失調になった。1993年3月から第二次国際連合ソマリア活動の一環で外国軍によってベレトウェインは治安維持されるようになったが、1994年3月には撤退している。1994年7月にベレトウェインで同じハウィエ氏族系のUSC (United Somali Congress) とSNA (Somali National Alliance) の戦闘が再開し、1996年3月の戦闘など、断続的に続いた。一方、1996年には後に大きな勢力となるイスラム法廷連合の拠点のひとつが設立されている。
1999年になって、エチオピアの支援を受けたラハンウェイン抵抗軍(RRA)がソマリア南西部で力を伸ばして南西ソマリアとして独立宣言し、ベレトウェインもRRAの支配下なった。2002年になるとRRAの内部分裂が起こり、再びベレトウェインの治安が悪化した。RRAは2004年にはアメリカ合衆国やエチオピアなどの支援を得て作られたソマリア暫定連邦政府に参加した。
2006年になると、イスラム法廷連合から改称したイスラム法廷会議（ICU）がベレトウェインを基点にしてソマリア南部の都市を次々に攻略した。2006年末にはICUがソマリア南部の大部分を支配した。しかしソマリア暫定連邦政府がエチオピアからの軍事支援を受けて巻き返しを図り、12月24日から25日にかけてベレトウェインはICUと北方から来たエチオピア・暫定政府連合軍との戦闘状態になった (Battle of Beledweyne (2006)) 。結果、エチオピア・暫定政府連合軍側が勝利し、ICUは南方に撤退した。2007年8月にはソマリア暫定連邦政府から任命された市長が就任している。しかし、2008年5月にはエチオピア軍が拠点をベレトウェインから北部に移し、以後しばらくは暫定連邦政府系の軍と南部イスラーム勢力との間でベレトウェインの実効支配の争いが続いた (Battle of Beledweyne (2008)) 。結局、イスラーム勢力側優勢の状況で安定し、11月にはイスラム法廷会議の主導者の一人で穏健派のシェイク・アフマドが訪れた。2009年1月にはエチオピア軍はソマリアから引き上げ、ソマリア暫定連邦政府の新大統領にシェイク・アフマドが選ばれたこともあって、ベレトウェインを中心とするヒラン州のイスラーム勢力は暫定連邦政府寄りの立場となった。7月初めにベレトウェイン西部の勢力がイスラーム過激派のヒズブル・イスラムに参加を表明し、ベレトウェインの勢力は2分されることになったが、7月末には暫定連邦政府軍が再びベレトウェインを統一した。ところが8月、現地のイスラーム勢力トップアブディラフマン・イブラヒム・マオウ（Abdirahman Ibrahim Ma'ow）が暫定連邦政府からの離脱を表明している。その後アル・シャバブがベレトウェインを占領。その2年後の2012年1月に再びエチオピア軍が侵攻。2年ぶりにアル・シャバブから奪還した。

## 出身者
- アデン・アブドラ・ウスマン ソマリア初代大統領。
- モハメッド・ファッラ・アイディード ソマリア第5代大統領。軍閥の長。